# Mkwese
Mkwese ist ein Verwaltungsbezirk (englisch Ward) des Distrikts Manyoni in der tansanischen Region Singida.

## Geografie
Mkwese ist ein Bezirk im nördlichen Zentralteil von Tansania etwa 90 Kilometer Luftlinie südlich der Regionshauptstadt Singida und nördlich der Distrikthauptstadt Manyoni. Bei der Volkszählung 2022 lebten 8374 Menschen in 1549 Haushalten auf einer Fläche von 271 Quadratkilometern.
Der Bezirk grenzt im Nordwesten an den Distrikt Ikungi und sonst an drei Bezirke des Distrikts Manyoni:
| Mkiwa   |                                             | Makuru  |
| Aghondi | Kompassrose, die auf Nachbargemeinden zeigt |         |
|         |                                             | Manyoni |

## Gliederung
Der Bezirk besteht aus zehn Orten (Kitongoji):
- Stendi
- Majengo
- Mpamaa
- Miyomboni
- Mbuyuni
- Tambukareli
- Mitoo
- Kinangali
- Kinyika
- Miningaa

## Infrastruktur
- Landwirtschaft: Im Bezirk werden 2450 Hektar Cashew-Nüsse im Blockanbau kultiviert.[7]
- Bildung: Die Mkwese Secondary School ist eine private weiterführende Schule, die Internatsschüler bis zur 4. Stufe ausbildet.[8]
- Eisenbahn: Durch den Bezirk verläuft die Stichbahn der Tanzania Railways Corporation von Manyoni nach Singida.[9]